# 에코 율리 이라완
에코 율리 이라완(인도네시아어: Eko Yuli Irawan, 1989년 7월 24일~)은 인도네시아의 역도 선수이다. 올림픽에서 메달 4개, 세계 선수권 대회에서 금메달 1개를 포함하여 메달 8개, 아시안 게임에서 메달 3개를 획득했다.
그는 올림픽에서 은메달 2개와 동메달 2개를 획득했으며 인도네시아 올림픽 최다 메달리스트이다. 또한 2008년부터 2024년 하계 올림픽까지 연속으로 출전한 그는 가장 많은 올림픽에 출전한 인도네시아 선수이며 5회 연속으로 올림픽에 출전한 최초의 인도네시아 선수이다.